# Paoli (Indiana)
Paoli (/peɪˈoʊli/) è un comune (town) degli Stati Uniti d'America e capoluogo della contea di Orange nello Stato dell'Indiana. La popolazione era di 3 677 abitanti al censimento del 2010.

## Geografia fisica
Paoli è situata a 38°33′28″N 86°28′09″W (38.557681, -86.469209).
Secondo lo United States Census Bureau, ha un'area totale di 3,75 mi² (9,71 km²).

## Storia
Paoli fu progettata e mappata nel 1816. La città prende questo nome in onore di Pasquale Paoli Ash, figlio di Samuel Ashe, ex governatore della Carolina del Nord. Un ufficio postale era in funzione a Paoli dal 1817.

## Società

### Evoluzione demografica
Secondo il censimento del 2010, la popolazione era di 3 677 abitanti.

### Etnie e minoranze straniere
Secondo il censimento del 2010, la composizione etnica della città era formata dal 97,66% di bianchi, lo 0,30% di afroamericani, lo 0,24% di nativi americani, lo 0,33% di asiatici, lo 0,46% di altre razze, e l'1,01% di due o più etnie. Ispanici o latinos erano l'1,31% della popolazione.